# Wybory parlamentarne w Togo w 2013 roku
Wybory parlamentarne w Togo, planowane pierwotnie na październik 2012, odbyły się ostatecznie 25 lipca 2013.

## Tło
Plany reformy ordynacji wyborczej spowodowały masowe protesty i strajki, przez co wybory odroczono pierwotnie na 24 marca 2013, następnie przesunięto je na 21 lipca 2013. Ostatecznie odbyły się cztery dni później.
Pierwsze protesty przed planowanymi na październik 2012 wybory parlamentarnymi odbyły się w dniach 21-23 sierpnia 2013. Hasłem tych protestów było "Ratujmy Togo". Antyrządowa demonstracja została rozproszona gazem łzawiącym. Szczególne kontrowersje przed wyborami wywoływał gerrymandering, czyli manipulacje dokonywane przy wytyczaniu granic okręgów wyborczych w celu uzyskania korzystnego wyniku przez partię mającą wpływ na kształtowanie ordynacji wyborczej.
Inną istotną reformą było zwiększenie miejsce w unikameralnym Zgromadzeniu Narodowym z 81 do 91. Deputowani 91 wybrani przez zamkniętą listę reprezentacji proporcjonalnej w 30 okręgach wielomandatowych. Oznacza to, że wyborcy głosowali na partie wyborcze, a nie konkretnych kandydatów. Dopiero po ogłoszeniu wyników i rozkładów mandatowych na poszczególne partie, dana partia mianowała kandydatów z poszczególnych okręgów wyborczych, najczęściej tych najwyżej rozstawionych na listach.

## Wyniki wyborów
- Unia na rzecz Republiki - 62 mandaty
- Uratuj Togo - 19 mandatów
- Tęczowa Koalicja - 6 mandatów
- Unia Sił Zmiany - 3 mandaty
- Niezależni - 1 mandat[2].

Wybory wygrała partia premiera Kwesi Ahoomeya-Zunu, Unia na rzecz Republiki. Partia zdobyła  62 z 91 miejsc w Zgromadzeniu Narodowym. Mimo tego 27 sierpnia 2013 Kwesi Ahoomey-Zunu wraz ze swoim gabinetem podał się do dymisji, by umożliwić przeprowadzenie gruntownej rekonstrukcji rządu.